# Go! Go! Nippon!
Go! Go! Nippon! (ゴ－！ゴ－！日本！?, Gō! Gō! Nippon!, lett. "Vai! Vai! Giappone!") è una visual novel giapponese sviluppata dalla OVERDRIVE e pubblicata da Mangagamer il 30 settembre 2011 per Microsoft Windows, acquistabile tramite il download. Il gioco è stato poi pubblicato su CD il 18 gennaio 2012. Entrambe le edizioni sono disponibili sia in giapponese che in inglese, quest'ultima conosciuta come Go! Go! Nippon! ~My First Trip to Japan~. Nel 2015 e nel 2016 sono state pubblicate due espansioni che aggiungo oltre 20 locazioni nuove, il supporto widescreen e un generale miglioramento grafico.

## Modalità di gioco
Come la maggior parte delle visual novel, la giocabilità Go! Go! Nippon! consiste nel leggere il testo accompagnato dalle immagini dei personaggi e da fondali fissi. In alcuni punti, il giocatore potrà decidere dove recarsi in quel dato giorno della sua vacanza in Giappone. A seconda della scelta verrà accompagnato da una delle due eroine e il gioco si concluderà automaticamente col finale dell'eroina con cui ha passato più tempo.
Il gioco possiede inoltre un contatore, puramente di contorno, che tiene conto delle spese effettuate durante il viaggio, convertendo in euro o dollari le spese, utilizzando il fattore di conversione impostato all'inizio del gioco.

## Trama
Il protagonista del gioco, il cui nome è selezionabile dal giocatore stesso, è un appassionato di anime e videogiochi. Dopo avere conosciuto Akira e Makoto in una chat su internet, decide di fare un viaggio in Giappone, e i due si propongono di ospitarlo a casa loro.
Quando, emozionato dalla prospettiva di una settimana in Giappone, arriva all'aeroporto di Tokyo, scopre che le persone conosciute su internet, sono due belle sorelle, e non due fratelli come aveva sempre pensato. Makoto e Akira sono infatti nomi neutri, e utilizzabili per entrambi i sessi. Ancora frastornato dalla scoperta, arriva a casa delle due sorelle, solo per venire a sapere che i loro genitori sono fuori casa per lavoro, e passerà quindi la settimana da solo con loro.
Il viaggio del protagonista prosegue così in tour dalle atmosfere simili ad appuntamenti con le due sorelle.

## Personaggi

### Protagonisti
Il protagonista
Il protagonista è un appassionato di anime e videogiochi che si appresta al suo primo viaggio in Giappone, attirato dalla cultura del paese del sol levante. La sua origine viene lasciata volutamente vaga, ma è da ritenersi uno stato dell'Europa o degli Stati Uniti.
Akira Misaki (ミサキ アキラ?, Misaki Akira)
Akira è la minore delle due sorelle. Non parla molto bene inglese, ma è un'eccellente cuoca. Ha un temperamento focoso, più spontaneo e facile all'ira, ma ciò è dovuto soprattutto al non sapere come comportarsi con il protagonista, trovandosi spesso in imbarazzo.
Makoto Misaki (ミサキ マコト?, Misaki Makoto)
Makoto è la sorella maggiore. Studia inglese all'università e lo parla molto bene, ma chiede al protagonista di parlare giapponese per far comprendere quello che dice alla sorella. A differenza di Akira è una terribile cuoca e, nonostante sembra avere un comportamento molto pacato e sicuro di sé, si scoprirà che esso non è spontaneo come quello della sorella, essendo insicura di piacere alle persone per quello che veramente sente dentro di sé, compreso il protagonista.

## Sviluppo
Go! Go! Nippon! è stato ideato per il pubblico occidentale, ed è stato pubblicato in contemporanea sia in Giappone che nel resto del mondo. Per questo motivo, il gioco propone il testo sia in giapponese che in inglese sulla stessa schermata, ad eccezione di quando i personaggi parlano in inglese, dove è presente il testo solo in questa lingua.
Il gioco utilizza alcuni sfondi riciclati da precedenti giochi della OVERDRIVE. Ad esempio, la cucina e sala da pranzo di casa Misaki, è la stessa di Shikanosuke Maejima, il protagonista di Kira☆Kira. L'esterno della casa stessa, è invece preso da uno sfondo di Deardrops che comprende la casa di Riho. La stazione e la via che conduce a casa Misaki sono presi da Kira☆Kira.
Anche alcune delle musiche del gioco sono state riciclate da Kira☆Kira e Deardrops.

## Riferimenti ad altre opere
- Ad Akihabara è presente un cartellone pubblicitario della band Deardrops, citazione del videogioco omonimo della stessa OVERDRIVE.
- A Shinjuko, Makoto afferma che in un famoso manga, lasciando il messaggio XYZ nella bacheca all'esterno della stazione, ci si può mettere in contatto con un abile tiratore. Il riferimento è al manga e anime di City Hunter, il cui protagonista vive proprio a Shinjuko.

## Accoglienza
Il gioco ha ricevuto inizialmente recensioni tiepide dalla critica, apprezzando alcuni elementi, ma nel complesso non ritenendo faccia abbastanza per distinguersi dalla massa. Altre recensioni hanno invece opinioni migliori sostenendo che tutto sommato sia semplice e divertente, nonché con valore educativo. Nel febbraio 2014, con il rilascio sulla piattaforma Steam, il gioco ha venduto circa 10 000 copie superando gli altri titoli più conosciuti della casa di produzione: un numero molto lontano da quelli delle grandi case di produzione, ma considerato un successo per una visual novel.